# Bruno Armanini
Bruno Armanini (Brescia, 13 agosto 1922 – ...) è stato un calciatore italiano, di ruolo difensore.

## Carriera
Dopo gli esordi in Serie C con il Casalini Brescia, viene prelevato dal Vigevano, dove gioca per qualche stagione prima della guerra.
Nella stagione 1945-1946 passa al Brescia e con le rondinelle disputa 4 incontri di Coppa Alta Italia.
L'anno successivo ritorna al Vigevano, con cui debutta in Serie B nel 1946-1947; prima della retrocessione in Serie C disputa due campionati cadetti per un totale di 65 presenze.
In seguito passa al Parma in Serie C, e dopo altre due stagioni si trasferisce al Falck Vobarno in Prima Divisione lombarda, dove gioca una stagione prima di chiudere la carriera calcistica.